# Wilhelm Pieck
Friedrich Wilhelm Reinhold Pieck (1876. január 3. Guben – 1960. szeptember 7. Kelet-Berlin) szociáldemokrata, később kommunista német politikus, az NDK elnöke.

## Élete
Egy fuvaros fiaként született Guben városkában. Az alapiskola befejezése után asztalosnak tanult, majd vizsgái után a szakmájában akkoriban teljesen megszokott vándormunkások életét választotta. A szigorú katolikus családból származó fiatalember ekkor került kapcsolatba a munkásmozgalommal. 1894-ben tagja lett a Német Faipari Munkásszövetségnek, egy évvel később pedig belépett az SPD-be. 1896-tól asztalosként dolgozott Brémában, ahol az egyik kerület SPD-szervezetének vezetője lett. 1905-ben beválasztották a brémai parlamentbe, amelynek 5 évig volt tagja. 1907-től kezdve az SPD pártiskolájának hallgatójaként Rosa Luxemburg nézeteit tette magáévá. 1910-ben Berlinbe költözött.
Az első világháború alatt a szociáldemokraták balszárnya felé fordult. Helytelenítette a pártvezetés hatalommal kiegyező politikáját. 1915-ben behívták a harcoló német hadseregbe, amelyben folyamatosan háborúellenes nézeteit hangoztatta, ezért hadbíróság elé állították. Az ítélet elől megszökött és Berlinben bujkált, majd amszterdami száműzetésbe menekült.
A háború után hazatért Németországba és a kommunista párt alapító tagja lett. Részt vett a háborús német összeomlást kísérő zavargásokban. 1919. január 16-án Rosa Luxemburg, Karl Liebknecht mellett Piecket is letartóztatták a berlini Éden Hotelben, de míg Luxemburgot és Liebknechtet meggyilkolták a freikorps egység tagjai, addig neki sikerült elmenekülnie. 1921-től a kommunista internacionálé német küldötte, személyesen is megismerkedett Leninnel. Ezzel egyidőben a porosz nemzetgyűlés és a Reichstag képviselője.
1922-ben a Nemzetközi Vörös Segély nevű szervezet társalapítója lett, 1925-től kezdve a német csoport vezetője. 1931-től kezdve a Kommunista Internacionálé elnökségének tagja. Adolf Hitler hatalomra kerülése után ismét illegalitásba kényszerült. Ernst Thälmann 1933-as letartóztatása után a pártvezető ügyvivő helyettese lett, de májusban menekülnie kellett Németországból. Párizsi száműzetésbe utazott és onnan szervezte a kommunisták föld alatti mozgalmát. 1935-ben a német kommunisták brüsszeli gyűlésén a börtönben ülő Ernst Thälmann helyett őt választották meg pártelnöknek. Ezek után áttelepült Moszkvába. A Sztálinhoz hű Ulbricht-csoport tagjaként túlélte a '30-as évek végének tisztogatásait, amelynek a Moszkvában letelepedett németek jelentős része áldozatául esett.
1945. július 1-jén, 12 év távollét után érkezett a lerombolt Németországba. Walter Ulbricht munkatársaként látott hozzá a szovjet megszállási zóna kommunista hatalmának kiépítéséhez. Sikeresen erőszakolta ki az SPD és a kommunista párt egyesítését, amelyből a NSZEP nevű, döntően kommunista befolyás alatt álló párt született. Előbb a NSZEP társelnöke lett, majd az NDK 1949-es megalapítása után az állam elnökévé választották. Az elnöki pozíciót haláláig töltötte be.

## Magyarul
- Válogatott beszédek és cikkek; Szikra, Bp., 1950
- Wilhelm Pieck–Otto Grotewohl: A Német Szociálista Egységpárt helyzete és feladatai. Beszámolók a NSZEP 3. Kongresszusán; Szikra, Bp., 1950 (Nemzetközi kérdések)
- A Német Kommunista Párt 30 éves harca; ford. Józsa Péter; Szikra, Bp., 1950
- Clara Zetkin élete és harca; ford. Hollósi Tibor; Szikra, Bp., 1950